# Dodge Magnum (2004)
Dodge Magnum – samochód osobowy klasy wyższej produkowany pod amerykańską marką Dodge w latach 2004 – 2008.

## Historia i opis modelu

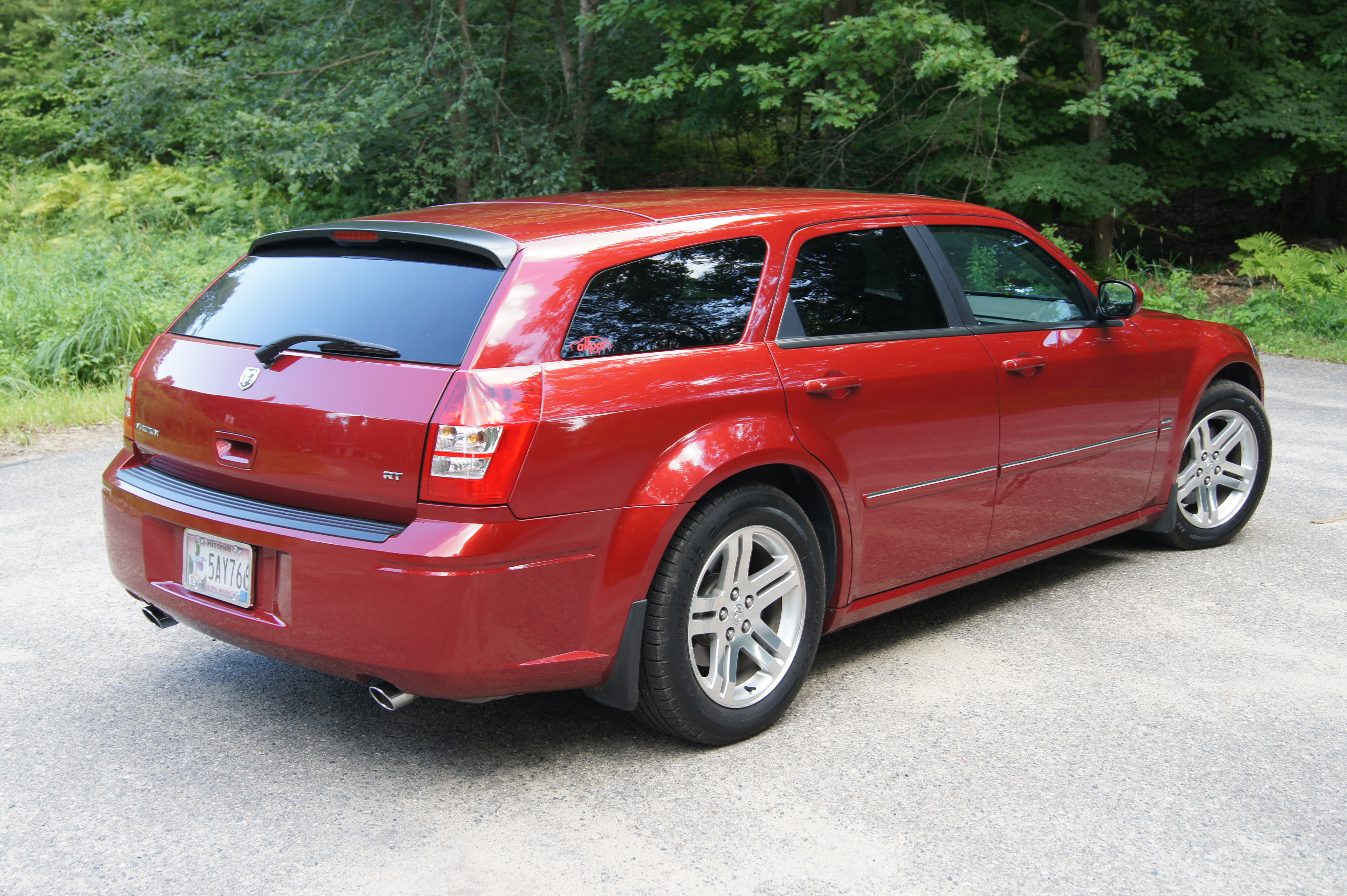
Dodge Magnum - tył

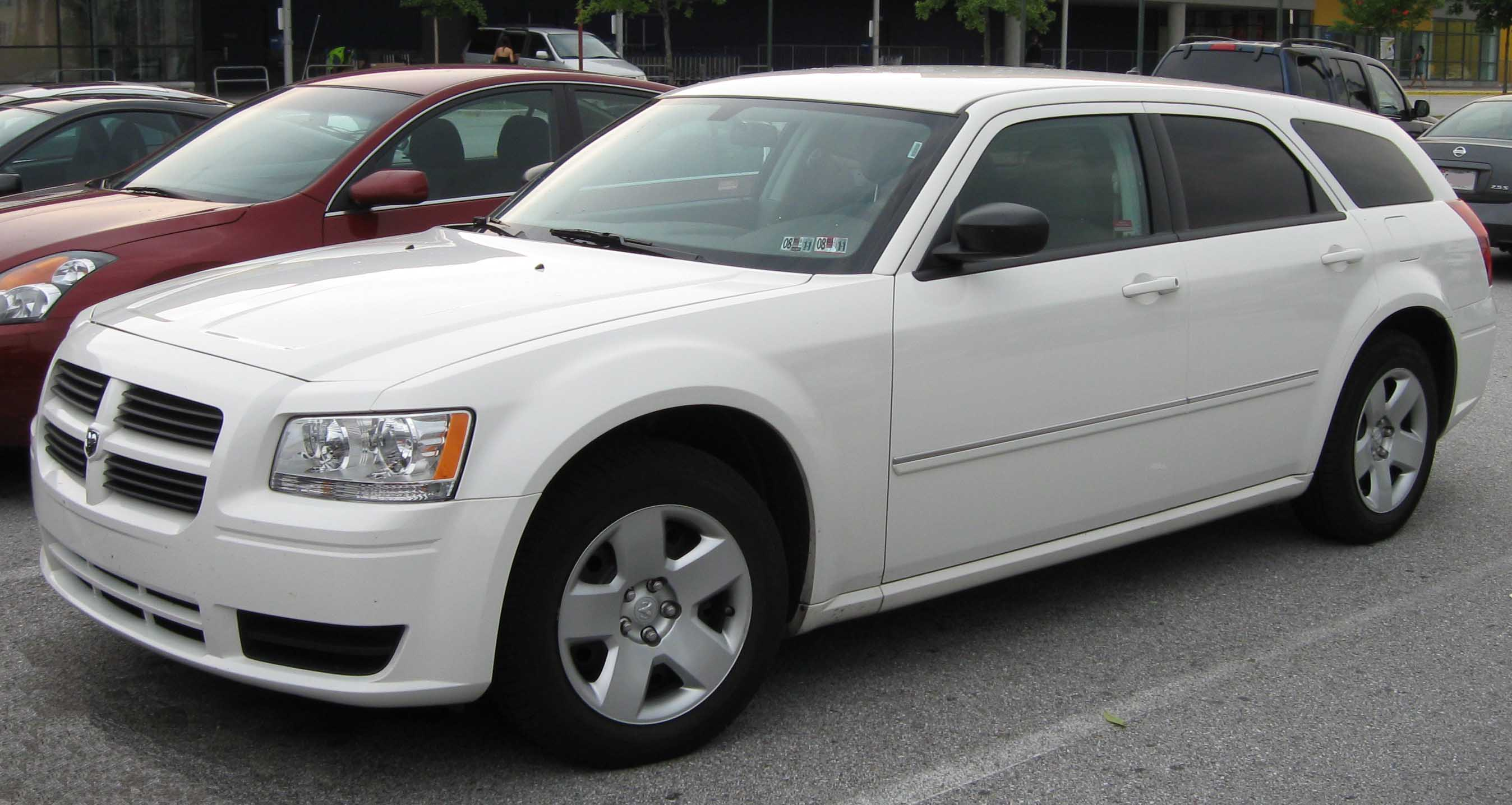
Dodge Magnum po liftingu

W 2004 roku Dodge przedstawił dwa nowe modele klasy wyższej, które zastąpiły dotychczas oferowany model Intrepid. Jednym z nich było duże kombi, dla którego przywrócono stosowaną już na różych rynkach Ameryki Północnej i Południowej w latach 70. i 80 XX wieku nazwę Magnum.
Dodge Magnum był bliźniaczą wersją Chryslera 300. W przeciwieństwie do niego, oferowany był jednak tylko jako 5-drzwiowe kombi i odróżniał się bardziej sportowym, a mniej luksusowym charakterem. Samochód zyskał dużą atrapę chłodnicy z charakterystycznym krzyżowym motywem, a także duże reflektory i panele nadwozia w kolorze lakieru. Do napędu użyto silników V6 i V8. Moc przenoszona była na oś tylną (opcjonalnie AWD) poprzez 4- lub 5-biegową automatyczną skrzynię biegów.

### Lifting
W 2007 roku samochód przeszedł modernizację w ramach której zmienił się wygląd pasa przedniego, na czele z reflektorami. Stały się one mniejsze i zyskały bardziej kanciasty kształt. Przemodelowano też atrapę chłodnicy i kształt zderzaków. Jednakże, już rok później producent zdecydował się wycofać Magnuma ze sprzedaży bez bezpośredniego następcy. Jedynym modelem Dodge'a reprezentującym klasę wyższą w ofercie pozostał sedan Charger, który 3 lata później doczekał się kolejnego wcielenia.

### Dane techniczne
| 2.7 SE   | V6 2,7 l (2736 cm³), DOHC | wtrysk | 86,00 mm × 75,50 mm  | 9,7:1  | 193 KM (142 kW) przy 6400 obr./min | 258 N•m przy 4000 obr./min |
| 3.5 SXT  | V6 3,5 l (3518 cm³), SOHC | wtrysk | 96,00 mm × 81,00 mm  | 10,0:1 | 253 KM (186 kW) przy 6400 obr./min | 339 N•m przy 3800 obr./min |
| 5.7 R/T  | V8 5,7 l (5654 cm³), OHV  | wtrysk | 99,50 mm × 90,90 mm  | 9,6:1  | 345 KM (254 kW) przy 5000 obr./min | 525 N•m przy 4000 obr./min |
| 6.1 SRT8 | V8 6,1 l (6059 cm³), OHV  | wtrysk | 103,00 mm × 90,90 mm | 10,3:1 | 431 KM (317 kW) przy 6200 obr./min | 569 N•m przy 4800 obr./min |